# كان يا ما كان

كان يا ما كان عجائب الفضاء

كان يا ما كان المكتشفون

كان يامان كان الحياة

كان ياما كان العالم الجديد

كان يا ما كان: هي سلسلة رسوم متحركة تلفزيونية مخصصة للأطفال، ذات محتوى تعليمي، أنتجت بواسطة شركة بروسيديس الفرنسية، والتي أنتجت 7 أجزاء مختلفة من هذه السلسلة. وقد أُنتجت أجزاء هذه السلسلة ما بين عام 1978 وعام 2008.

## أجزاء السلسلة المشهورة
- كان يا ما كان عجائب الفضاء
- كان يا ما كان المكتشفون
- حدث ذات يوم كوكب الأرض
- كان يا ما كان الحياة
- كان يا ما كان العالم الجديد[2]

## الشخصيات
توضح سلسلة كان يا ما كان الموضوعات المختلفة من وجهة نظر مجموعة تتكون دائمًا من شخصيات متكررة متشابهة تمثل أدوارًا نمطية مختلفة:
مايسترو: العجوز الحكيم
بيتر: الشاب الشجاع والوسيم
جامبو: الشاب القوي

## وصلات خارجية
- الموقع الرسمي